# Ульстейн
Ульстейн (норв. Ulstein) — коммуна в губернии Мёре-ог-Ромсдал в Норвегии. Административный центр коммуны — город Ульстейнвик. Официальный язык коммуны — нюнорск. Население коммуны на 2008 год составляло 6946 человек. Площадь коммуны Ульстейн — 97,28 км², код-идентификатор — 1516.

## Население
Изменение численности населения коммуны за последние 60 лет:

Статистика коммуны Ульстейн